# Dracunculus medinensis
El gusano de Guinea (Dracunculus medinensis) es una especie de nematodo parásito de la familia Dracunculidae.  Los humanos actúan como hospedadores. Fue inicialmente denominado por Linneo como Gordius medinensis. 
Es un parásito frecuentemente hallado en los tejidos subcutáneos y en músculos de humanos, perros, y a veces en bovinos y en equinos. El nombre médico de la enfermedad que produce es dracunculiasis. Causa nódulos cutáneos y subsecuentes úlceras. El extremo caudal del adulto hembra sobresale del cuerpo del animal huésped, normalmente en las piernas, a través de úlceras, permitiendo expulsar al exterior (en agua) su puesta de larvas, donde contagiarán a nuevos huéspedes.
La huella genética del ADN sirve para diferenciar las similarísimas D. medinensis de D. insignis, lo que es importante en los esfuerzos por erradicar la dracunculiasis.

## Ciclo Vital
El ciclo de vida fue dilucidado en 1870, cuando el ruso Alexei Pavlovich Fedchenko  descubrió que el huésped intermediario era un crustáceo copépodo. El parásito se adquiere por ingerir agua contaminada que contiene unos crustáceos copédopos del género Cyclops infectados de las larvas del Dracunculus. Generalmente en las regiones donde es endémica la dracunculiasis, los pozos contienen ciclos infectados pues los individuos humanos infectados sumergen las piernas para recoger el agua. De esta manera, cuando el ser humano toma el agua de estos pozos, se ingiere el crustáceo, la larva queda libre en el intestino del hospedador y migra hacia el tejido subcutáneo, donde se transformará en adulto. Hay machos y hembras que tardan aproximadamente 10 días en alcanzar la madurez sexual. Tras la copula, la hembra migra al tejido subcutáneo de brazos, piernas y tronco; en general las zonas expuestas con el agua. La hembra induce la formación de una púpula, que al contacto con el agua revienta y provoca que una parte del útero del gusano se prolapse y expulse las larvas al agua, estas infectaran al crustáceo; cerrándose el ciclo.     

Ciclo de vida de Dracunculus medinensis.